# هيرويوكي هيساتاكا
هيرويوكي هيساتاكا (باليابانية: 久高寛之) مواليد 2 أبريل 1985 في أوساكا، أوساكا، اليابان، هو ملاكم محترف ياباني يصنف ضمن فئة وزن الذبابة.

## المسيرة الاحترافية
من نزالاته:
- خسر أمام عمر أندريس نارفايس بالضربة الفنية القاضية (24-08-2013).

## إحصائيات
خاض خلال مسيرته 38 نزالا، فاز في 24 وتعادل في 1 وخسر في 13. فاز بالضربة القاضية في 10 نزالات.

## روابط خارجية
- هيرويوكي هيساتاكا على موقع بوكس ريك (الإنجليزية) (registration required)